# Бабуганка

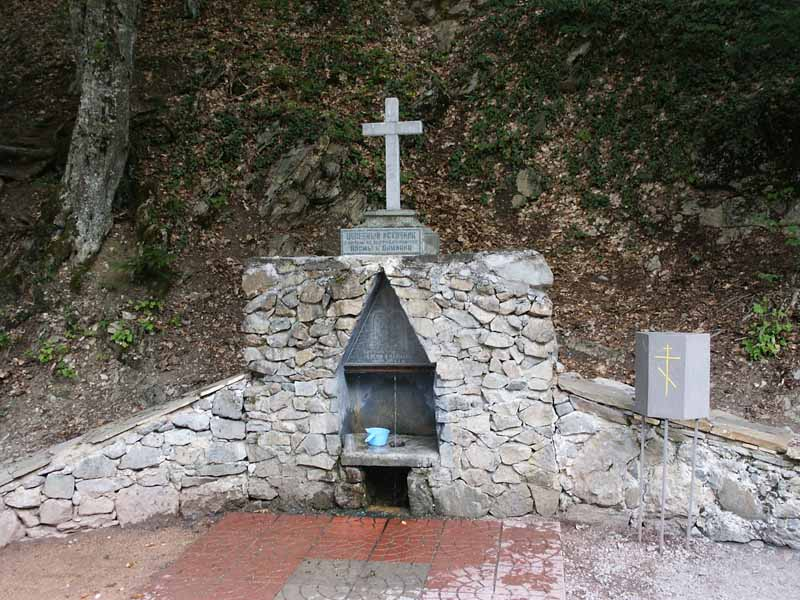
Источник Савлух-Су

Бабуга́нка (также Савлух-Су, Савлых-Су; укр. Бабуганка, крымскотат. Babuğan, Бабугъан) — река с истоком в Алуштинском городском округе Крыма, правый приток Альмы. Длина реки — 1,2 км, площадь водосборного бассейна — 1,9 км².

## География
Исток реки расположен в предгорьях Бабуган-яйлы, в отложениях Верхне-юрского периода, в пределах Центральной котловины Главной гряды Крымских гор, на территории Крымского заповедника. Началом служат три расположенных рядом родника, которые Н. А. Головкинский в работе 1893 года «Источники Чатырдага и Бабугана» обозначил, как Истоки р. Алмы с дебетом 243735 вёдер в сутки и температурой воды 7,6 °C. Современными методами определена высота над уровнем моря в 687 м (для самого верхнего) (в сборнике «Крымское государственное заповедно-охотничье хозяйство им. В. В. Куйбышева» 1963 года высота истока указана в 790 м, длина реки 2,3 км, уклон — 75 м/км).
В средней части ущелья Бабуганки расположен Космо-Дамиановский монастырь, в котором реку питает источник Савлух-Су. Часть реки ниже источника на некоторых картах подписывается, как река Савлух-Су, а иногда её считают самостоятельной рекой. Ниже монастыря вдоль реки проходит Романовское шоссе, у которого Бабуганка, сливаясь с левым притоком Сары-Су, образует реку Альму в 79 километрах от её устья на высоте 616 м. Водоохранная зона реки установлена в 50 м.